# Luras
Luras (sardisk: Lùras, Lùrisi) er en by og en kommune (comune) i provinsen Sassari i regionen Sardinien i Italien. Byen ligger i 508 meters højde og har 2.556 indbyggere (2016). Kommunen har et areal på 87,59 km² og grænser til kommunerne Arzachena, Calangianus, Luogosanto, Sant'Antonio di Gallura og Tempio Pausania.